# Fulgoridae
Famille
Les Fulgoridae sont une grande famille d'insectes hémiptères, particulièrement abondante et diversifiée dans les régions tropicales et contenant plus de 125 genres dans le monde entier. Ce sont pour la plupart des insectes de taille modérée à grande dont beaucoup ont une ressemblance superficielle, en raison de leur coloration brillante et variée, avec les lépidoptères. 

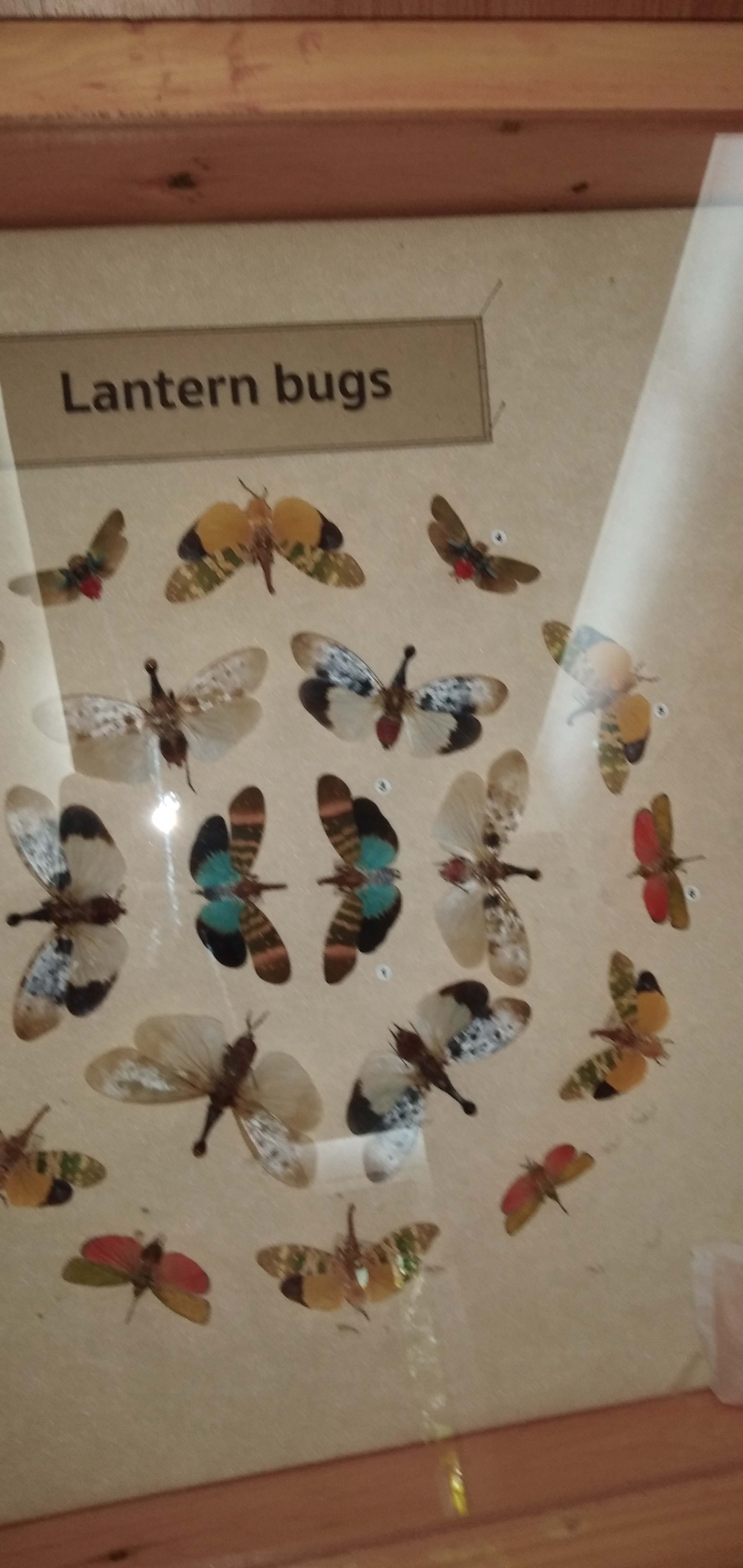
Fulgoridés de Thaïlande dont les couleurs vives font penser aux papillons

## Description
La tête de certaines espèces de fulgoridés se prolonge par un processus creux, ressemblant à un museau, qui est parfois gonflé et presque aussi grand que le corps de l'insecte, parfois allongé, étroit et dressé vers le haut. On a cru, principalement sous l'autorité d'Anna Maria Sibylla Merian, que ce processus, appelé la lanterne, était lumineux la nuit. Cette croyance explique certains noms d’espèces choisis par Linné, tels que Laternaria candelaria, ainsi que le nom vernaculaire en anglais de lanternfly.

## Dénomination
La famille a été décrite par l'entomologiste français Pierre André Latreille en 1807.

## Taxinomie
Selon les bases de données, il existe de 8 à 11 sous-familles (auxquelles il faut ajouter un certain nombre d'espèces Incertae sedis) :
- Amyclinae[3] Metcalf, 1938[4]
- Aphaeninae[3] Blanchard, 1847[4]
- Dichopterinae[3] Melichar, 1912[4]
- Enchophorinae Haupt, 1929[4]
- Fulgorinae[3] Latreille, 1807[4]
- Lyncidinae[3] Schmidt, 1915[4]
- Lystrinae[3] Spinola, 1939
- Phenacinae[3] Haupt, 1929[4]
- Poiocerinae[3] Haupt, 1929[4]
- Strongylodematinae Fennah, 1962[4]
- Xosopharinae Metcalf, 1947[4]
- Zanninae Metcalf, 1938[4]

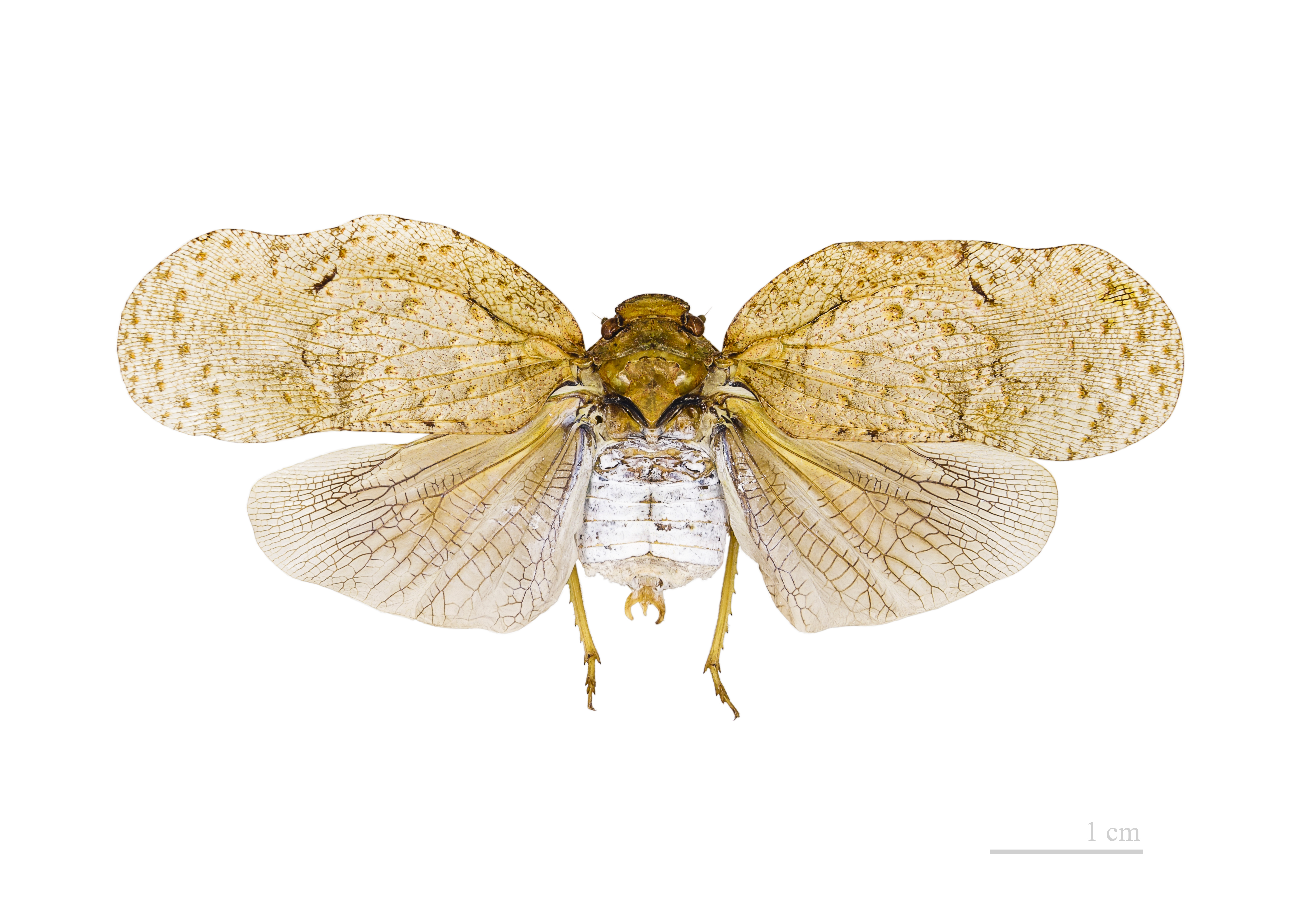
Aphaeninae Flatolystra verrucosa - Muséum de Toulouse
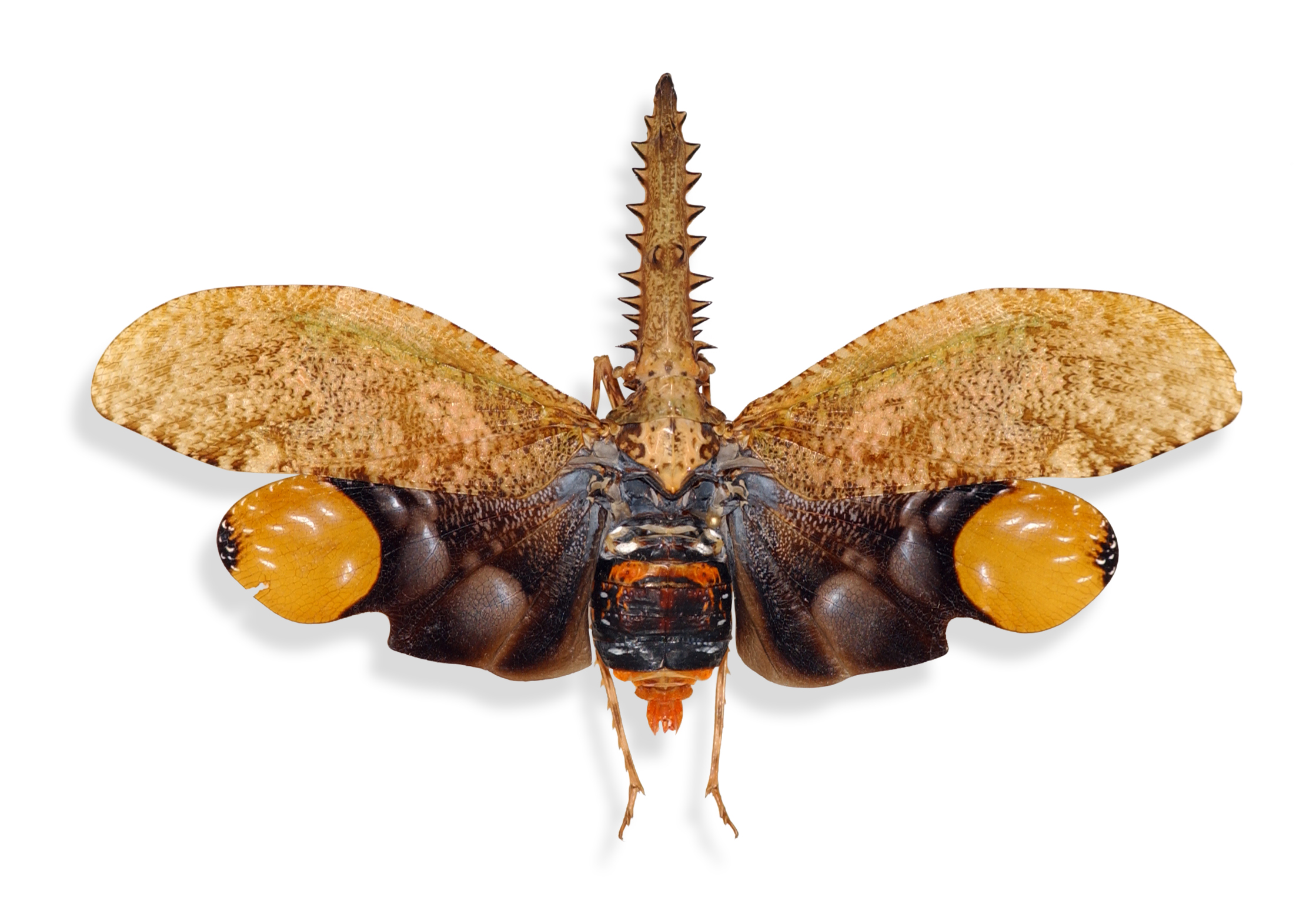
Fulgorinae Cathedra serrata  - Muséum de Lille
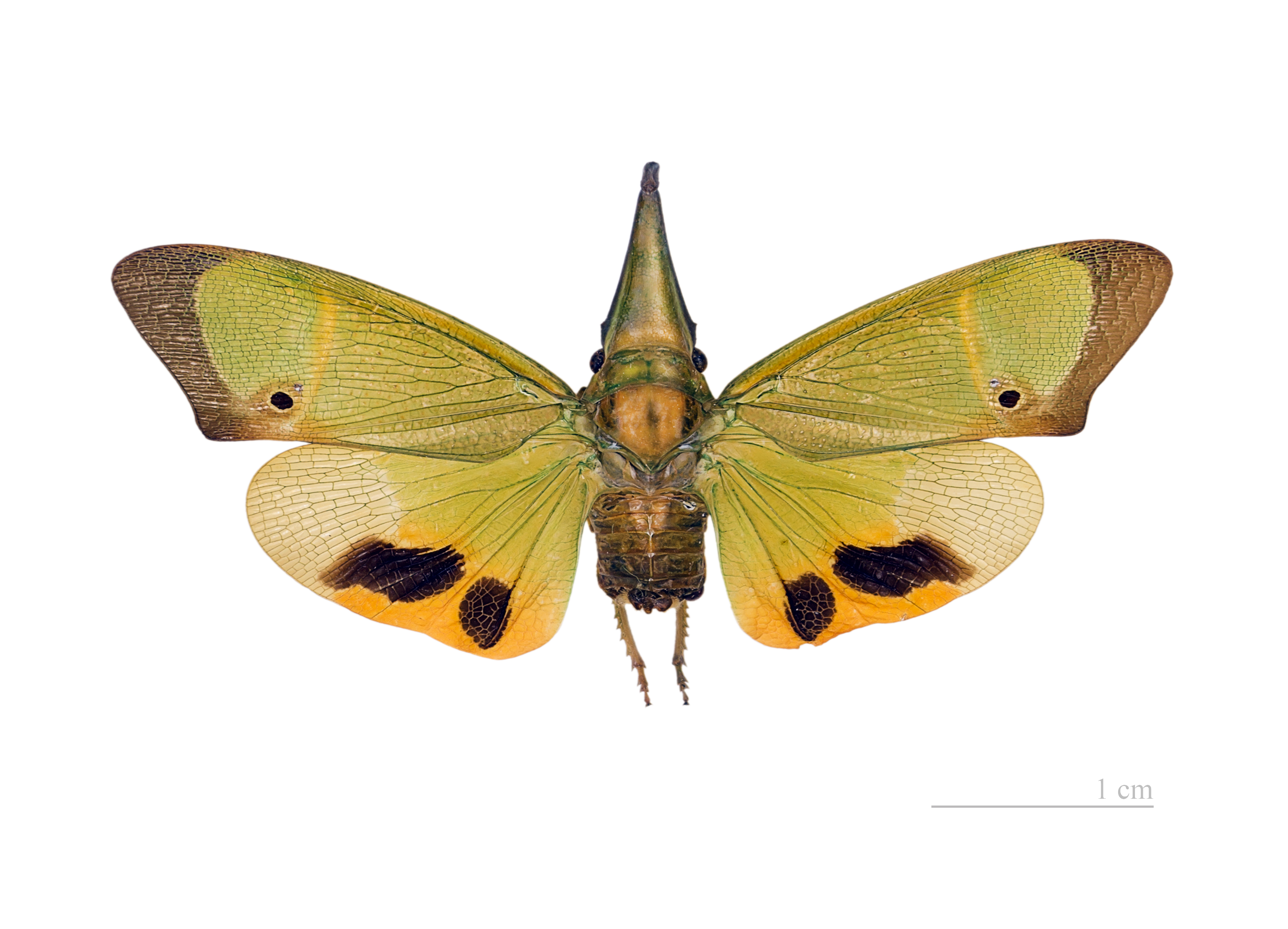
Fulgorinae Odontoptera carrenoi - Muséum de Toulouse
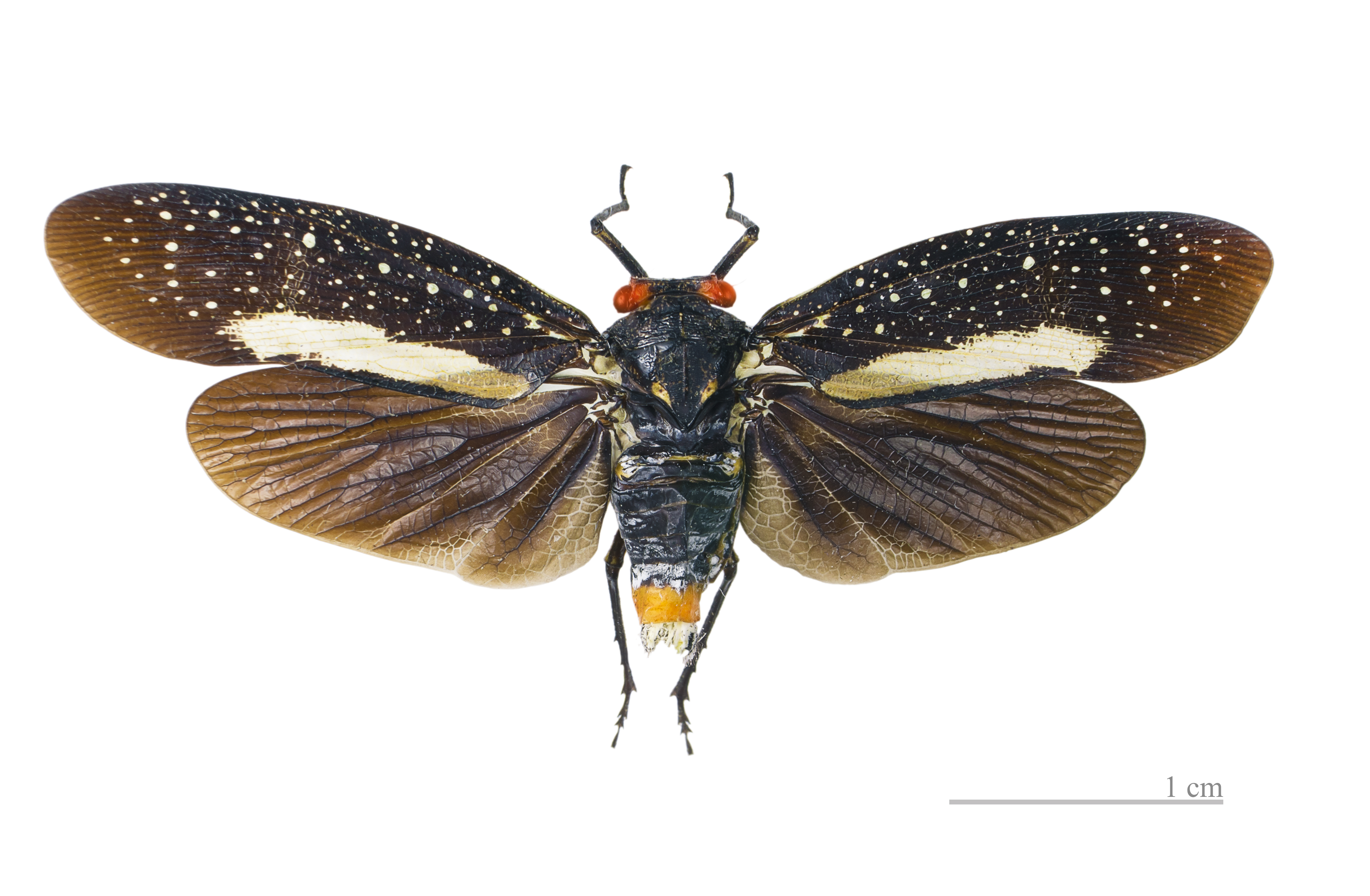
Lystrinae Lystra lanata - Muséum de Toulouse
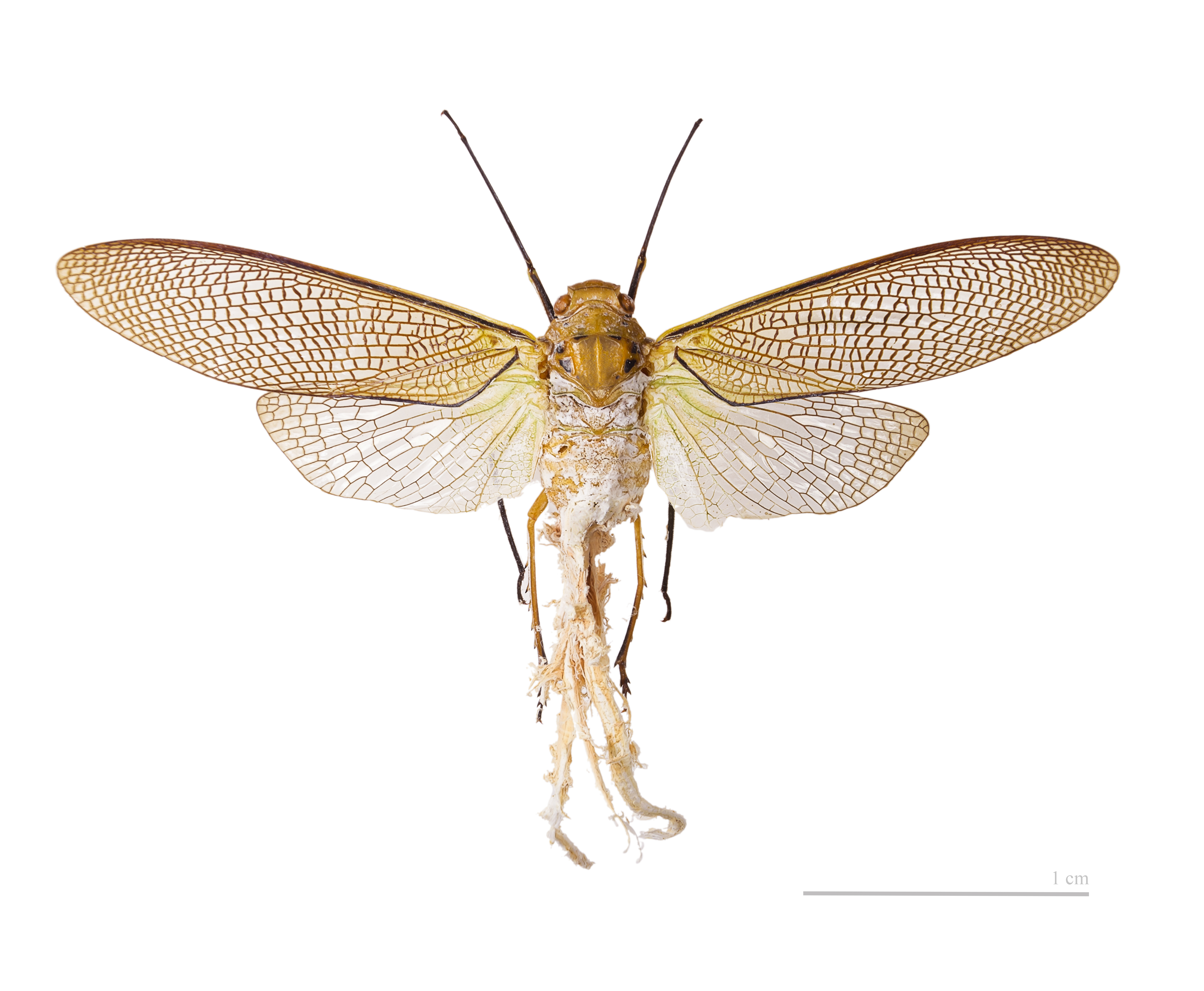
Phenacinae Pterodictya reticularis - Muséum de Toulouse